# Mejîbrodî, Skole
Mejîbrodî (în ucraineană Межиброди) este un sat în așezarea urbană Verhnie Sînovîdne din raionul Skole, regiunea Liov, Ucraina.

## Demografie
Componența lingvistică a localității Mejîbrodî
     Ucraineană (100%)
Conform recensământului din 2001, toată populația localității Mejîbrodî era vorbitoare de ucraineană (100%).